# タタバーニャ - オロスラーニ線
タタバーニャ - オロスラーニ線（ハンガリー語;Tatabánya–Oroszlány-vasútvonal）は、ハンガリー国鉄の鉄道線の名称である。路線番号は12。

## 運行形態
- S12系統：　ブダペスト - タタバーニャ - オロスラーニ
各駅停車。S12の系統番号が付与されている。1時間に1本の運行で、1号線のブダペスト南駅まで直通する。
2016年以前は、1号線に直通していなかった。2017-21年は、平日毎時1本、休日2時間に1本の運行で、平日に限り1号線に直通していた。

## 駅一覧
以下では、ハンガリー国鉄12号線の駅と営業キロ、停車列車、接続路線などを一覧表で示す。なお、全て各駅停車である。
| 路線名 | 駅名           | 駅間営業キロ | 累計営業キロ | 接続路線 | 所在地                     | 所在地         |
| ------ | -------------- | ------------ | ------------ | -------- | -------------------------- | -------------- |
| 12     | タタバーニャ駅 | -            | 0            | 1号線    | コマーロム・エステルゴム県 | タタバーニャ郡 |
| 12     | バーンヒダ駅   | 3            | 3            |          | コマーロム・エステルゴム県 | タタバーニャ郡 |
| 12     | ケルニェ駅     | 5            | 8            |          | コマーロム・エステルゴム県 | タタバーニャ郡 |
| 12     | ケチケード下駅 | 3            | 11           |          | コマーロム・エステルゴム県 | オロスラーニ郡 |
| 12     | オロスラーニ駅 | 4            | 15           |          | コマーロム・エステルゴム県 | オロスラーニ郡 |